# The Seatbelts
 (janvier 2025).
- Si vous ne connaissez pas le sujet, laissez ce bandeau (vous pouvez alors contacter les auteurs).
- Si vous supprimez le contenu mis en cause (vous pouvez préalablement contacter les auteurs),

argumentez précisément cette suppression dans la page de discussion
(un manque de référence n'est pas un argument ; une recherche réelle de référence doit avoir été effectuée, être formellement documentée).
 (juin 2024).
Si vous disposez d'ouvrages ou d'articles de référence ou si vous connaissez des sites web de qualité traitant du thème abordé ici, merci de compléter l'article en donnant les références utiles à sa vérifiabilité et en les liant à la section « Notes et références ».
The Seatbelts (シートベルツ, Shītoberutsu), aussi connu sous le nom de SEATBELTS, est un groupe de blues/jazz japonais dirigé par la compositrice et instrumentaliste Yoko Kanno. Le nom du groupe, d’après la description fictive donnée dans l’anime japonais Cowboy Bebop, dérive du fait que les interprètes portent des ceintures de sécurité (seatbelts en anglais) pour être en sûreté lorsqu’ils jouent des sessions de jam hardcore.

## Historique
Le groupe a réalisé toute la bande son de la série animée Cowboy Bebop et a produit en tout sept albums et un DVD live. Leur style est très diversifié et s’étend d’un orchestre de jazz à des ballades rock’n’roll.
Étant donné le fait que le groupe se focalise principalement sur l’instrumental, The Seatbelts n’a pas de chanteur principal. Mais Steve Conte (de The Contes et Crown Jewels) et Mai Yamane participent et chantent dans de nombreuses chansons. Les paroles de ces chansons sont écrites par Tim Jensen et par Yoko Kanno. Les chanteurs Soichiro Otsuka et Gabriela Robin (un pseudonyme de Kanno selon la rumeur) sont responsables des voix dans des chansons comme Blue.
Après quelques années d’hibernation, The Seatbelts a été reformé en 2004 pour composer la bande son du deuxième jeu vidéo Cowboy Bebop, disponible au Japon.
Plusieurs membres des Seatbelts ont travaillé avec Kanno sur d’autres projets et certains ont continué à composer leur propres chansons. Par exemple, le guitariste Tsumeo Imahori joue aussi sur les bandes son de Ghost in the Shell: Stand Alone Complex et de Wolf's Rain (toutes les deux composées par Kanno) mais il compose aussi pour Trigun et Gungrave.

## Musiciens

### Musiciens japonais
- Batterie : Yasuo Sano, Akira Sotoyama
- Basse : Hitoshi Watanabe, Maki Kitada, Suzuki Bakabon
- Guitare : Tsuneo Imahori, Masayoshi Furukawa
- Percussion : Mataro Misawa, Ikuo Kakehashi, Yoichi Okabe
- Trompette : Koshi Nishimura, Koshio Araki, Yusuke Hayashi, Akio Terashima
- Trombone : Yoichi Murata, Satoshi Kawano, Hideaki Nakaji, Yoshiaka Hashimoto, Masanori Hirohara, Junko Yamashiro
- Saxophone : Masato Honda, Shigeo Fuchino, Masakuni Takeno, Takuo Yamamoto, Osamu Koike, Naruyoshi Kikuchi
- Flûte : Hideyo Takakuwa, Kazuhiro Iwasa, Mika Hayashi
- Tuba : Kiyoshi Sato
- Harmonica : Nobuo Yagi, Ryuichiro Senoh
- Instrument à cordes : Masatsugu Shinozaki
- Synthétiseur : Keishi Urata
- Productrice/Compositrice/Clavier/Bruits/Voix/Arrangements : Yoko Kanno
- Enregistrement et mixage : Masashi Yabuhara

### Musiciens new-yorkais
- Batterie : Jim Mussen, Bobby Previte, Tony Reedus
- Guitare : Stuw Cutler
- Basse : Booker King
- Trompette : Steven Berstien
- Trombone : Josh Roseman
- Saxophone soprano : Steve Wilson
- Saxophone alto : Bob Debellis
- Saxophone ténor : Paul Shapiro
- Saxophone baryton : Jim Hartog
- Djembé : Mike Wimberly, Jonh McDowell
- Harmonica : Bill Lynas
- Chœurs : Paule McWilliams, Nicki Richards, Sharon Bryant-Gallwey, Lisa Fischer
- Enregistrement et mixage : Rudy Van Gelder

### Musiciens parisiens
- Guitare : Pierre Bensusan
- Percussion et voix : Sydney Thiam, Michel Reman, David Mirandon, Philippe Drai, Philippe Nalry, Thierry Boucou
- Enregistrement et mixage : Dupouy Christophe

### Chanteurs invités
Carla Vallet, Tim Jensen, Mai Yamane, Steve Conte, Masaaki Endo, Gabriela Robin, Masayoshi Furukawa, Tulivu-Donna Cumberbatch, SYDNEY with Sister R, Emily Bindiger, Jerzy Knetig, Aoi Tada, M, Raj Ramayya, Hassan Bohmide, Scott Matthew

## Discographie

### Albums
1. Cowboy Bebop (1998)
2. Vitaminless (1998)
3. No Disc (1998)
4. Cowboy Bebop: Blue (1999)
5. Ask DNA (2001)
6. Future Blues (2001)
7. Tank! THE! BEST! (2004)

### Compilations

#### Remixes: Music for Freelance
Music for Freelance est une collection de chansons de The Seatbelts, remixées par des DJ américains et britanniques, y compris certaines par le label populaire Ninja Tune. L'album est réalisé comme l'enregistrement d'une radio pirate, et chaque chanson est indroduite avec beaucoup d'humour par le DJ, en anglais. Ces pistes sont appelées "Radio Free Mars Talks": 
- script: Shinichiro Watanabe, Dai Sato
- traduction: Agnes S. Kaku
- narration: Peter Duimstra

Pistes
1. Radio Free Mars Talks 1 – 1:13
2. Tank! - Luke Vibert Remix – 3:37
3. Radio Free Mars Talks 2 – 0:39
4. Forever Broke - Fila Brazillia Remix – 5:23
5. Radio Free Mars Talks 3 – 0:35
6. Cats on Mars - DMX Krew Remix – 3:50
7. Radio Free Mars Talks 4 – 0:49
8. Piano Black - Ian O'Brien Remix – 6:51
9. Cat Blues - Mr. Scruff Remix – 4:50
10. Radio Free Mars Talks 5 – 0:44
11. Fe - DJ Vadim Remix – 3:50
12. Fantaisie Sign - Ian Pooley Remix – 5:18
13. Radio Free Mars Talks 6 – 0:26
14. Space Lion - 4 Hero Remix – 6:19
15. Radio Free Mars Talks 7 – 0:23

#### Cowgirl Ed OST
Pistes
1. Goodnight Julia
2. PAPA Plastic
3. Telephone Shopping
4. Kabutoga ni kodai no sakana
5. Slipper Sleaze
6. 23 hanashi

#### Cowboy Bebop Boxed Set
Le Cowboy Bebop Boxed Set est un album musical de The Seatbelts qui comprend quatre CD au format régulier, un CD bonus de 80 mm, et un livret de 52 pages (en japonais). Le livret contient des notes intéressantes, la liste des pistes, des interviews, et les paroles. Les disques 1, 2 et 3 sont composés de nouvelles et d'anciennes chansons de la série, jouées par The Seatbelts. Le disque 4 contient des chansons live de The Seatbelts en tournée, ainsi que quelques chansons non retenues pour le film. Certaines pistes sont en réalité des extraits de dialogues de la série en japonais. Ce coffret est actuellement en rupture de stock mais des bootlegs sont toujours en production.
Toutes les pistes de dialogue sont créditées :
- Script: Shinichiro Watanabe, Dai Sato
- Traduction: Agnes S. Kaku

Les pistes avec un * sont exclusives à ce coffret.
Pistes
CD 1
1. Dialogue 1-1
2. Tank! (TV Edit) - 1:23
3. Dialogue 1-2
4. Want It All Back (clavinet hater version)* - 4:00
  - Voix: Mai Yamane
  - Paroles: Tim Jensen
5. Sax Quartet* - 4:00
6. Dialogue 1-3
7. Encore un Verre* - 2:49
  - Voix & paroles: Valentin Coupeau
  - Clavier: Yoko Kanno
  - Par The Seatbelt's French Musicians
8. March for Koala* - 1:00
9. Dialogue 1-4
10. Felt Tip Pen - 2:40
  - Basse acoustique & mandoline - Hitoshi Watanabe
  - Guitare acoustique - Masayoshi Furukawa
11. The Egg And You - 3:44
  - Par The Seatbelt's New York Musicians
12. Dialogue 1-5
13. Pot City II (Yab's Dub)* - 2:18
14. Dialogue 1-6
15. N.Y. Rush - 5:05
  - Par The Seatbelt's New York Musicians
16. Dialogue 1-7
17. Fe* - 1:58
18. Piano Black - 2:49
19. Dialogue 1-8
20. Spokey Dokey (alternate take)* - 4:32
21. Forever Broke - 3:34
  - Guitare: Tsuneo Imahori
22. Dialogue 1-9
23. Road to the West (with rhythm)* - 2:52
24. Dialogue 1-10
25. Meteor* - 1:50
26. Dialogue 1-11
27. Digging my Potato (alternate version)* - 4:14
  - Percussions - Jim Mussen
  - Djembe - Mike Wimberly, John McDowell
  - Harmonica - Bill Lynas
28. Dialogue 1-12
29. Rain (Mai Yamane Version) - 3:24
  - Voix: Mai Yamane
  - Paroles: Tim Jensen
30. Dialogue 1-13
31. Green Bird - 1:54
  - Voix & paroles: Gabriela Robin

CD 2
1. Dialogue 2-1
2. Cats on Mars - 2:45
  - Voix & paroles: Gabriela Robin
  - Clavier: Yoko Kanno
  - Synthetiseur: Keishi Urata
3. Doggy Dog II* - 3:47
4. Doggy Dog III* - 1:49
5. Dialogue 2-2
6. Piano Bar I - 3:23
  - Piano: Mark Soskin
7. Give And Take* - 5:11
  - Voix & paroles: Sydney Thiam
  - Guitare: Pierre Bensusan
  - Clavier: Yoko Kanno
8. Dialogue 2-3
9. Cat Blues* - 2:37
10. Dialogue 2-4
11. The Singing Sea II* - 4:22
  - Voix: Tulivu-Donna Cumberbatch
  - Paroles: Chris Mosdell
  - Par The Seatbelt's French Musicians
12. Dialogue 2-5
13. Elm - 5:04
  - Guitare & voix: Pierre Bensusan
14. Waltz for Zizi - 3:31
  - Piano: Yoko Kanno
15. Dialogue 2-6
16. Poor Faye (High Socks)* - 1:05
  - Piano: Yoko Kanno
17. Farewell Blues (alternate take)* - 4:29
  - Par The Seatbelt's New York Musicians
18. Dialogue 2-7
19. Words That We Couldn't Say - 3:29
  - Voix: Steve Conte
  - Paroles: Tim Jensen
20. Dialogue 2-8
21. Space Lion (Music Box Version)* - 1:34
  - Clavier: Yoko Kanno
22. Waste Land* - 1:54
23. Dialogue 2-9
24. Goodnight Julia - 1:57
25. Space Lion - 7:12
  - Clavier: Yoko Kanno
  - Par The Seatbelt's French Musicians

CD 3
1. Dialogue 3-1
2. Go Go Cactus Man (Guitar Version)* - 0:55
3. Dialogue 3-2
4. Too Good, Too Bad - 2:35
5. Dialogue 3-3
6. Eyeball* - 1:01
7. Dialogue 3-4
8. Amusement Park* - 3:44
9. On The Run* - 3:50
10. Dialogue 3-5
11. 23 Hanashi (with dialog)* - 4:51
  - Voix: Soichiro Otsuka
12. Dialogue 3-6
13. Don't Bother None (Long Version)* - 5:02
  - Voix: Mai Yamane
14. Dialogue 3-7
15. Wo Qui Non Coin (Short, Sad Version)* - 2:35
  - Voix: Aoi "Ed" Tada
16. Poor Faye (Lip Cream)* - 1:03
  - Piano: Yoko Kanno
17. Call Me, Call Me - 4:43
  - Voix: Steve Conte
  - Paroles: Tim Jensen
18. Dialogue 3-8
19. Memory - 1:30
  - Clavier: Yoko Kanno
  - Synthetiseur: Keishi Urata
20. Adieu (Long Version)* - 6:12
  - Voix: Emily Bindiger
  - Par The Seatbelt's New York Musicians
  - Paroles: Brian Richy
21. Dialogue 3-9
22. See You Space Cowboy... Not Final Mix Mountain Root - 5:55
  - Voix: Mai Yamane
  - Paroles: Yoko Kanno
23. Dialogue 3-10
24. Blue - 5:04
  - Voix: Mai Yamane
  - Chœurs: Soichiro Otsuka, Gabriela Robin
  - Paroles: Tim Jensen

CD4
Les pistes 1 à 9 proviennent de la tournée de The Seatbelts "Earth Girls Are Easy".
1. Tank! (Live) - 3:59
2. Rush (Live) - 4:14
3. What Planet is This?! (Live) - 4:52
4. Too Good, Too Bad (Live) - 2:30
5. Bad Dog, No Biscuits (Live) - 4:15
6. Call Me, Call Me (Live) - 5:19
  - Voix: Steve Conte
  - Paroles: Tim Jensen
7. Mushroom Hunting (Live) - 4:09
  - Voix: Mai Yamane
8. The Real Folk Blues (Live) - 6:07
  - Voix: Mai Yamane
  - Paroles: Yoko Kanno
9. Piano Solo - 7:20
  - Piano: Yoko Kanno
  - Solos improvisés, dans l'ordre: The Singing Sea, Piano Black, ELM, Green Bird, Piano Bar I
10. Ask DNA - 4:51
  - Voix: Raju Ramayya
  - Paroles: Tim Jensen
11. SF Game Center - 1:26
12. Rouya - 3:38
  - Guitare: Tsuneo Imahori
13. Old School Game - 1:04

Mini Cd de 8cm
1. Wandering Cowboy (with vocals)* - 3:19
  - Voix: Aoi "Ed" Tada
2. Fascinating Horse Riding* - 2:43
  - Voix: Ebara "Andy" Masashi
3. Wandering Cowboy (Karaoke Version)* - 3:19
  - Bruitage: Ein